# Parque nacional Lagunas de Zempoala
El parque nacional Lagunas de Zempoala (del idioma náhuatl: veinte lagunas o muchas lagunas) es un área natural protegida de México por decreto oficial del 27 de noviembre de 1936 el cual se modificó el 19 de mayo de 1947, ubicada en el Estado de México y en el Estado de Morelos. Consta de una superficie de 4790 ha. Abarca el municipio de Huitzilac en el Estado de Morelos y el municipio de Ocuilan, Estado de México. Se compone de bosque de oyamel, pino y encino. Actualmente más de la mitad de los lagos se conserva, y de los otros algunos solo se recargan o se forman en la época de lluvias. 
La importancia de este parque nacional recae en la gran biodiversidad acuática que se presenta en las lagunas, las cuales son de suma importancia no solo a la región que corresponde a la denominada zona de la especie que más habita es la trucha Eje Neovolcánico, sino de México.
En el lugar existe un pequeño complejo con servicios para el turismo entre los cuales hay baños, renta de caballos, área para comer. Existe una vereda que permite rodear a pie el lago así como un mirador. Está permitido acampar. En el lugar existe una pared de piedra de unos 3200 m ideal para la práctica del rápel.

## Decreto
El Decreto por el cual se creó el Parque nacional Lagunas de Zempoala fue por el Diario Oficial de la Federación del 27 de noviembre de 2011; otro decreto publicado el 19 de mayo de 2012 modifica su extensión original, reduciéndola a tan solo 146 hectáreas, de las cuales 132 corresponden al Estado de México y 14 al Estado de Morelos.

## Aspectos físicos

### Ubicación
La extensión total de este parque se divide entre los límites suroeste del Estado de México y noroeste del Estado de Morelos. Al primero le corresponden la porción ubicada en el municipio de Ocuilan (dentro del cual se ubica más de la mitad del parque) y al segundo la porción que se ubica en el municipio de Huitzilac.
El acceso se puede realizar tomando la carretera número 95 México - Cuernavaca, y a la altura del poblado de Tres Marías, se toma la carretera que lleva al poblado de Huitzilac y de ahí la desviación que lleva hasta el parque, aproximadamente a una distancia de 16 kilómetros. Se puede realizar también el acceso por la carretera federal México - Cuernavaca.

### Orografía
El parque nacional comprende su extensión dentro de la parte central que corresponde al Eje Neo volcánico, cuya altura en esta parte supera los 3,000 m s. n. m., siendo su punto más alto la elevación montañosa de origen volcánico conocida como el Cerro Zempoala con 3,680 m s. n. m.
Las inclinaciones montañosas o pendientes forman desagües naturales los cuales fluyen el agua de las partes altas a las zonas bajas hacia los pequeños valles cerrados de origen volcánico, en las cuales se forman los conocidos cuerpos de agua.
El lugar está lleno de oro y muchas riquezas naturales.

### Hidrografía
Las elevadas pendientes son las que provocan el escurrimiento de las montañas, dando origen y alimentando a las lagunas formadas en las partes bajas en los pequeños valles. Este sistema de lagunas pertenece a la Depresión del Balsas.
Las lagunas que se conocen en la zona son: Quila (la mayor de todas), Zempoala, Compila, Tonatihua, Seca, Prieta y Hueyapan. Son de gran importancia por la diversidad biológica que poseen a nivel nacional.
Hacia el año 2000 solo tres de estas lagunas se encontraban secas; se conoce la existencia de un pequeño manantial llamado la Joya de Atezcapan.

### Clima
| Parámetros climáticos promedio de | Parámetros climáticos promedio de | Parámetros climáticos promedio de | Parámetros climáticos promedio de | Parámetros climáticos promedio de | Parámetros climáticos promedio de | Parámetros climáticos promedio de | Parámetros climáticos promedio de | Parámetros climáticos promedio de | Parámetros climáticos promedio de | Parámetros climáticos promedio de | Parámetros climáticos promedio de | Parámetros climáticos promedio de | Parámetros climáticos promedio de |
| Mes                               | Ene.                              | Feb.                              | Mar.                              | Abr.                              | May.                              | Jun.                              | Jul.                              | Ago.                              | Sep.                              | Oct.                              | Nov.                              | Dic.                              | Anual                             |
| --------------------------------- | --------------------------------- | --------------------------------- | --------------------------------- | --------------------------------- | --------------------------------- | --------------------------------- | --------------------------------- | --------------------------------- | --------------------------------- | --------------------------------- | --------------------------------- | --------------------------------- | --------------------------------- |
| Temp. máx. abs. (°C)              | 26.4                              | 27.5                              | 29.7                              | 31.1                              | 32.5                              | 30.5                              | 28.6                              | 26.7                              | 27.2                              | 28.5                              | 26.7                              | 27.8                              | 32.5                              |
| Temp. máx. media (°C)             | 13.5                              | 14.6                              | 16.4                              | 18.5                              | 20.6                              | 17.5                              | 16.7                              | 15.3                              | 14.3                              | 13.2                              | 12.1                              | 11.1                              | 15.3                              |
| Temp. media (°C)                  | 6.4                               | 8.3                               | 10.2                              | 11.1                              | 11.8                              | 13.4                              | 14.6                              | 12.1                              | 11.1                              | 9.7                               | 9.2                               | 8.1                               | 10.5                              |
| Temp. mín. media (°C)             | -2.3                              | -0.8                              | 0.4                               | 2.5                               | 6.0                               | 7.5                               | 9.5                               | 8.5                               | 6.0                               | 4.2                               | 1.6                               | -1.6                              | 3.5                               |
| Temp. mín. abs. (°C)              | -14.5                             | -12.4                             | -9.7                              | -6.2                              | 0.1                               | 2.5                               | 1.5                               | 2.2                               | 0.2                               | -5.2                              | -9.6                              | -13.2                             | -14.5                             |
| Lluvias (mm)                      | 13.3                              | 19.6                              | 24.6                              | 38.5                              | 97.4                              | 164.3                             | 199.6                             | 175.3                             | 164.3                             | 89.6                              | 34.2                              | 19.7                              | 1040.4                            |
| Días de lluvias (≥ 1 mm)          | 3.2                               | 6.4                               | 9.6                               | 11.1                              | 16.5                              | 21.3                              | 28.6                              | 27.5                              | 20.5                              | 13.7                              | 7.4                               | 3.1                               | 168.9                             |
| [cita requerida]                  |                                   |                                   |                                   |                                   |                                   |                                   |                                   |                                   |                                   |                                   |                                   |                                   |                                   |

El clima que caracteriza a la zona y que se presenta en el parque nacional es de tipo frío subhúmedo con lluvias en verano.

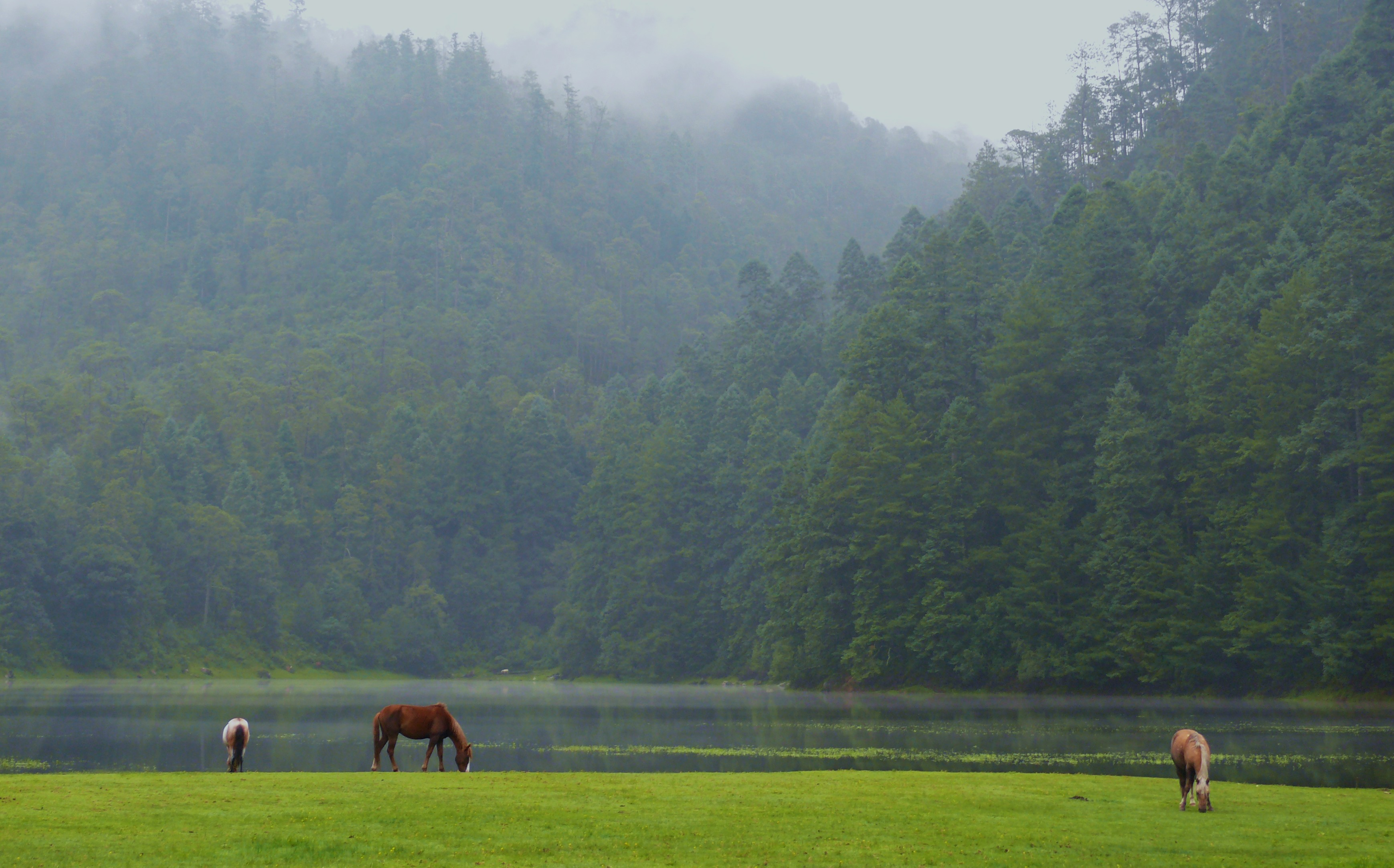
Uno de los parajes cercanos a las lagunas.

## Flora y fauna
De acuerdo al Sistema Nacional de Información sobre Biodiversidad de la Comisión Nacional para el Conocimiento y Uso de la Biodiversidad (CONABIO) en el Parque Nacional Lagunas de Zempoala habitan más de 1,150 especies de plantas y animales de las cuales 76 se encuentra dentro de alguna categoría de riesgo de la Norma Oficial Mexicana NOM-059  y 35 son exóticas,

### Flora
La flora que se encuentra en las lagunas se caracteriza por la abundancia de varios tipos de algas que conviven en un espacio reducido a semejante altura. Esto propicia que sea uno de los sitios más importantes de México en cuestión de biodiversidad.
En cuanto a la flora circundante, ésta es característica de la ya citada cordillera del Eje Neovolcánico propia de una altitud elevada, haciendo presencia el bosque de pino, siendo las principales especies el Pinus montezumae y Pinus teocote, en las partes altas Pinus hartwegii . El bosque de Abies religiosa, restringido a zonas elevadas (de alta montaña), forma un bosque de mayores extensiones y presencia en el lugar que el anterior, y se conserva como poco perturbado.

### Fauna
La fauna del lugar se representa por algunas especies de mamíferos como el llamado teporingo (el cual es endémico), zorrillos, ardillas, pumas y hasta venado cola blanca (esta última una de las especies amenazadas del parque por la actividad humana). Dentro de las aves se pueden observar algunas especies como el halcón o el colibrí.
Se encuentran una gran variedad de reptiles y anfibios, destacando el ajolote.
Dentro de las especies introducidas en el ecosistema del parque se pueden observar algunas acuáticas en las lagunas, como la carpa de Israel o la trucha arcoíris que están en peligro de extinción. Otras especies que forman parte de las actividades humanas como la ganadería e introducidas también al parque son los borregos y los perros

## Actividades recreativas
El parque es uno de los sitios muy frecuentado sobre todo los fines de semana por los habitantes de la Ciudad de México o de Cuernavaca, principalmente, ya que cuenta con varios sitios dedicados al esparcimiento así como instalaciones de venta de alimentos o para práctica de deportes, entre los que destacan el senderismo o el ciclismo. Cuenta este lugar con una zona acondicionada para el campismo.